# Плитки Тойнби

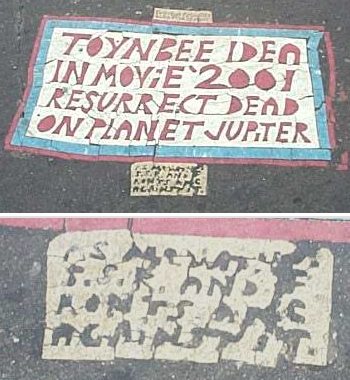
Одна из плиток Тойнби, фотография 2002 года.

Плитки Тойнби (англ. Toynbee tiles; также пластинки Тойнби, англ. Toynbee plaques) — сообщения неизвестного происхождения, появлявшиеся на асфальтированных дорогах приблизительно двадцати четырёх североамериканских и четырёх южноамериканских городов. В период с 1980-х годов было обнаружено несколько сотен таких сообщений. Эти «плитки», как правило, соответствуют по размерам американским табличкам с автомобильными номерами (примерно 30 × 15 см), но в отдельных случаях могут быть значительно больше.
Каждая «плитка» содержит текст следующего содержания:
TOYNBEE IDEA

IN MOViE `2001

RESURRECT DEAD

ON PLANET JUPITER
Что в переводе на русский язык означает:
ИДЕЯ ТОЙНБИ

В ФИЛЬМЕ «2001»

ОЖИВЛЯЮТ МЁРТВЫХ

НА ПЛАНЕТЕ ЮПИТЕР
Кроме того, некоторые «плитки» содержат загадочные политические заявления или рекомендации людям касательно того, как самостоятельно изготовить подобные «плитки». Материал, использовавшийся для создания «плиток», определить первоначально не удавалось, однако затем было установлено, что они делались из кусков линолеума и состава для заполнения трещин в асфальте. Статьи в прессе о данных «плитках» стали массово появляться с середины 1990-х годов, хотя первые упоминания о них относятся ещё к середине 1980-х.

## История
Первые фотографии «плиток Тойнби» были сделаны в конце 1980-х годов. В 1994 году в газете The Baltimore Sun вышла первая статья, посвящённая им. В заметке в The Philadelphia Inquirer, напечатанной в 1983 году, говорилось о некой кампании в Филадельфии с использованием подобных слов (воскрешение мёртвых на Юпитере, фильм Стэнли Кубрика «Космическая одиссея 2001 года» и Арнольд Тойнби), но без упоминания о плитках как таковых.
В США самая западная из плиток была замечена в Канзас-Сити (Миссури), самая северная в Бостоне (Массачусетс), самая южная в Вашингтоне (округ Колумбия). Начиная с 2002 года за пределами Филадельфии появилось очень небольшое количество новых плиток, приписываемых авторству первого создателя; тем не менее в 2006 году подобная плитка появилась в Коннектикуте, а в 2007 году в Эдисоне (Нью-Джерси). Плитки, созданные предположительно подражателями первого их автора, обнаруживались в Ноблсвилле (Индиана), Буффало (Нью-Йорк), а также на западном побережье США — в Сан-Франциско (Калифорния), Портленде (Орегон) и Розуэлле (Нью-Мексико). Плитки также наблюдались в Талсе (Оклахома) в 2013 году и Детройте (Мичиган) в 1997 году. Многие давно созданные плитки, считающиеся работой первого их автора, уничтожены вследствие интенсивного дорожного движения либо городскими властями намеренно, однако по состоянию на 2011 год такие «плитки» сохранились в Питтсбурге (Пенсильвания), Сент-Луисе (Миссури), Цинциннати и Кливленде (Огайо), а также в Южной Америке и ряде других городов.
19 июня 2013 года плитка, напоминающая первые «плитки Тойнби», появилась на одной из улиц города Топика (Канзас), однако была уничтожена на следующий день. Менее чем через месяц, 17 июля 2013 года, ещё одна похожая плитка появилась на одной из улиц Солт-Лейк-Сити (Юта).
Новые плитки порой появлялись на нескольких крупных шоссейных дорогах, таких как Interstate 476 (округ Делавэр) и Interstate 95, причём по внешнему виду существенно отличались от оригинальных.

## Версии происхождения
С 1990-х годов предпринимались неоднократные попытки установить личность создателя «плиток» и цель, с которой они делались, однако до настоящего времени они не принесли положительных результатов.
В документальном фильме 2011 года о плитках Тойнби его создатель Джастин Дюрр, исследовавший вопрос с 1993 года, предполагает, что «Тойнби» — это британский историк и философ XX века Арнольд Тойнби, «2001» — фильм «Космическая одиссея 2001 года» Стэнли Кубрика, снятый в 1968 году и посвящённый пилотируемому полёту к системе Юпитера. На сайте toynbee.net высказано предположение, что «Тойнби» является отсылкой к рассказу Рэя Брэдбери «Конвектор Тойнби».
Большинство плиток содержит только вышеприведённый текст, однако у некоторых рядом находится и какой-либо дополнительный. Некоторые из таких надписей содержат намёки на некий заговор между прессой (включая некогда известного газетного магната Джона Найта, владельца компании Knight Ridder), правительствами США, СССР (подобного рода тексты появлялись даже после распада страны) и евреями. Подобного рода надписи выполнены в том же визуальном стиле и низком качестве, что и «основные».
«Плитка», расположенная в Сантьяго (Чили), содержит в надписи адрес в Филадельфии: 2624 S. 7th, Филадельфия, Пенсильвания. Жители этого дома ничего не знают о плитках Тойнби, а вопросы на эту тему вызывают у них раздражение. Тем не менее в вышеупомянутом документальном фильме озвучена информация о том, что в этом доме якобы некогда проживал человек, который вёл отшельнический образ жизни. Энтузиасты считают создателем «плиток» уроженца Филадельфии, причём именно этого. Причинами такого утверждения являются наибольшее количество «плиток» именно в этом городе, предполагаемое время создания первых из них, разнообразие стилей, наличие у создателя своего рода «шаблона», а также данный адрес в Филадельфии, указанный на «плитке» в Сантьяго.
В октябре 2015 года уличный департамент Филадельфии принял постановление, согласно которому плитки Тойнби могут быть признаны уличным искусством и может быть дано разрешение оставить одну или две таких на городских улицах, но только при условии нахождения способа их быстрого и доступного перемещения (плитки мешали ремонту дорожного покрытия) .